# Вовчинець (Дністровський район)
Вовчи́нець —  село в Україні, у Кельменецькій селищній громаді Дністровського району Чернівецької області.

## Географія
Село розташоване на правому березі річки Вілія, лівої притоки Пруту.

## Історія
Перша згадка про село відбулась в 1634 р.
В 1918 р. Румунія захоплює село попри критику влади УНР та місцевого населення. Через це в січні 1919 року спалахнуло Хотинське повстання. Румунія понесла втрати в районі села, та змушена була втікати з лінії фронту. Але згодом Румунія набравши сили і скориставшись тим що повстанців не підтримала Україна, почала наступ, після чого відносно без важких боїв захопили село знову.
В 1940 році Червона армія звільнила село від румунських загарбників, але згодом в 1941 р. Румунія повернула контроль над селом. В 1944 р. червона армія все ж змогла перемогти і витіснити румунських окупантів з села.
З 1991 року в складі незалежної України.
В 2021 році шляхом об'єднання сільських рад, село увійшло до складу Кельменецької селищної громади.
13 жовтня 2024 року відбулися збори задля зміни патріархату у селі. Відбулося це на тлі скандалу з першим загиблим воїном ЗСУ з села, якого місцевий священник УПЦ відмовився приймати через "братовбивство". Після цієї події, релігійна громада парафії Покрови Пресвятої Богородиці проголосувала за вихід з-під юрисдикції московського патріархату та перейшла до Православної Церкви України. В голосуванні брали участь тільки постійні, повнолітні жителі села. В голосуванні брали участь 103 мешканців, 102 з яких, віддали голос За зміну церкви на Православну Церкву України, а решта, тобто 1 людина, віддала голос Проти. Після цих зборів в селі почала офіційно діяти Православна церква України.

## Населення
Згідно з переписом УРСР 1989 року чисельність наявного населення села становила 1420 осіб, з яких 617 чоловіків та 803 жінки.
За переписом населення України 2001 року в селі мешкали 1322 особи.

### Мова
Розподіл населення за рідною мовою за даними перепису 2001 року:
| Мова       | Відсоток |
| ---------- | -------- |
| українська | 97,89 %  |
| російська  | 1,28 %   |
| молдовська | 0,83 %   |

## Уродженці села
- Іван Петрович Філіпець (*01.08.1924, с. Вовчинець, тепер Дністровський район, Чернівецька область) - учасник ВВв, генерал-майор у відставці. Почесний голова Чернівецької обласної ради Організації ветеранів України. Учасник ВВв з якої повернувся інвалідом ІІ групи. У 1945-1950 рр. працював у фінансових структурах Кельменецького та Герцаївського райвиконкомів, 34 роки - завідувачем Чернівецького обласного фінансового управління. Депутат Чернівецької обласної ради багатьох скликань. Впродовж 1987-2006 рр. обирався заступником та головою Чернівецької обласної ради Організації ветеранів України. Нагороджений 8 орденами та 23 медалями, відзначений найвищою нагородою Організації ветеранів України «Почесний ветеран України».
- Філіпець Іван Петрович // Історія і сьогодення Чернівецької обласної організації ветеранів України. – Чернівці : Букрек, 2012. – С. 9-10. – ISBN 978-966-399—440-6.
- Людмила Додонова. Мудрий наставник, щирий друг // Творці добра. Буковинці – почесні ветерани України. – Чернівці : Букрек, 2017. – С. 135-136. – ISBN 978-966-399-847-3.Юхим Гусар.

## Світлини

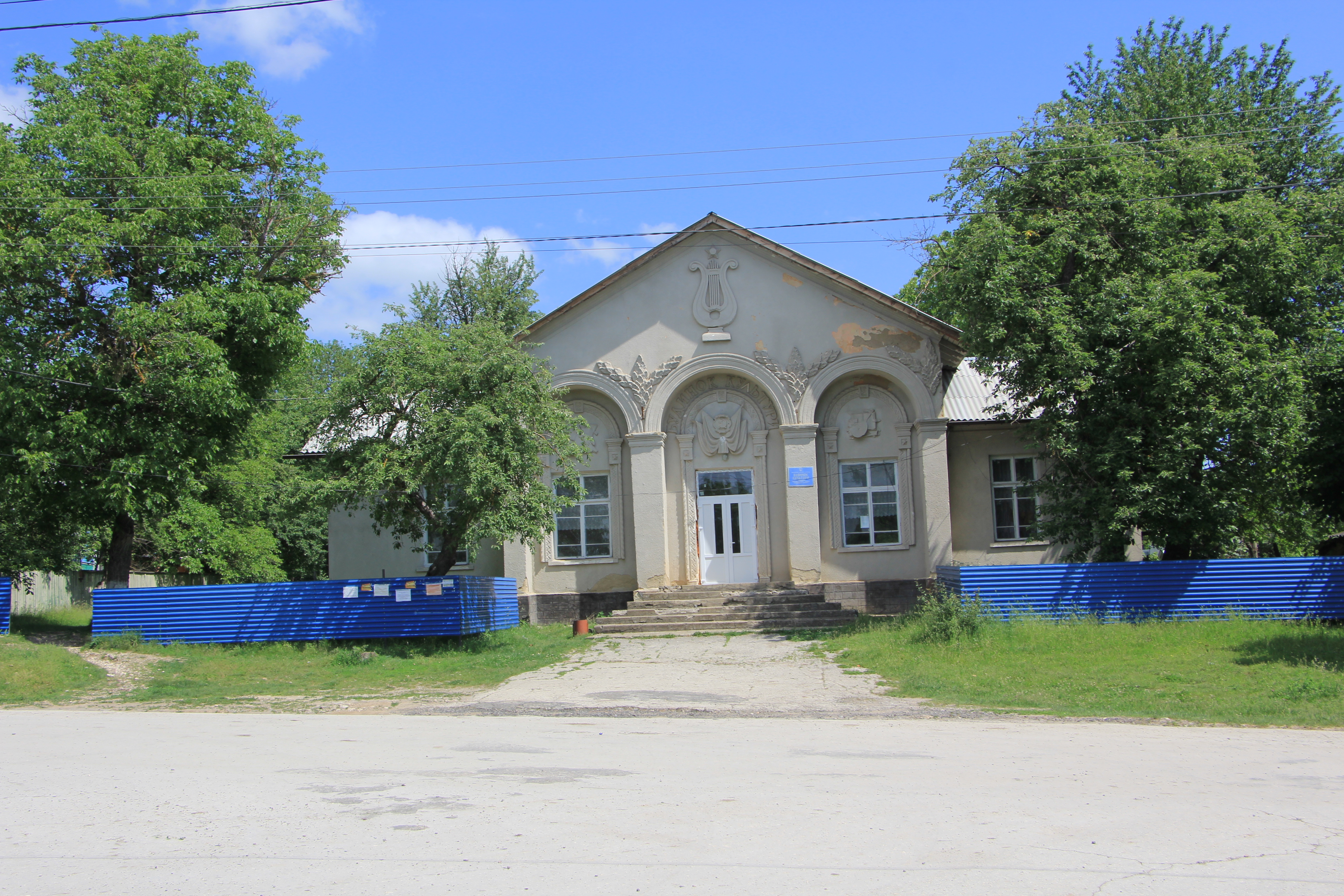
Будинок культури села Вовчинець
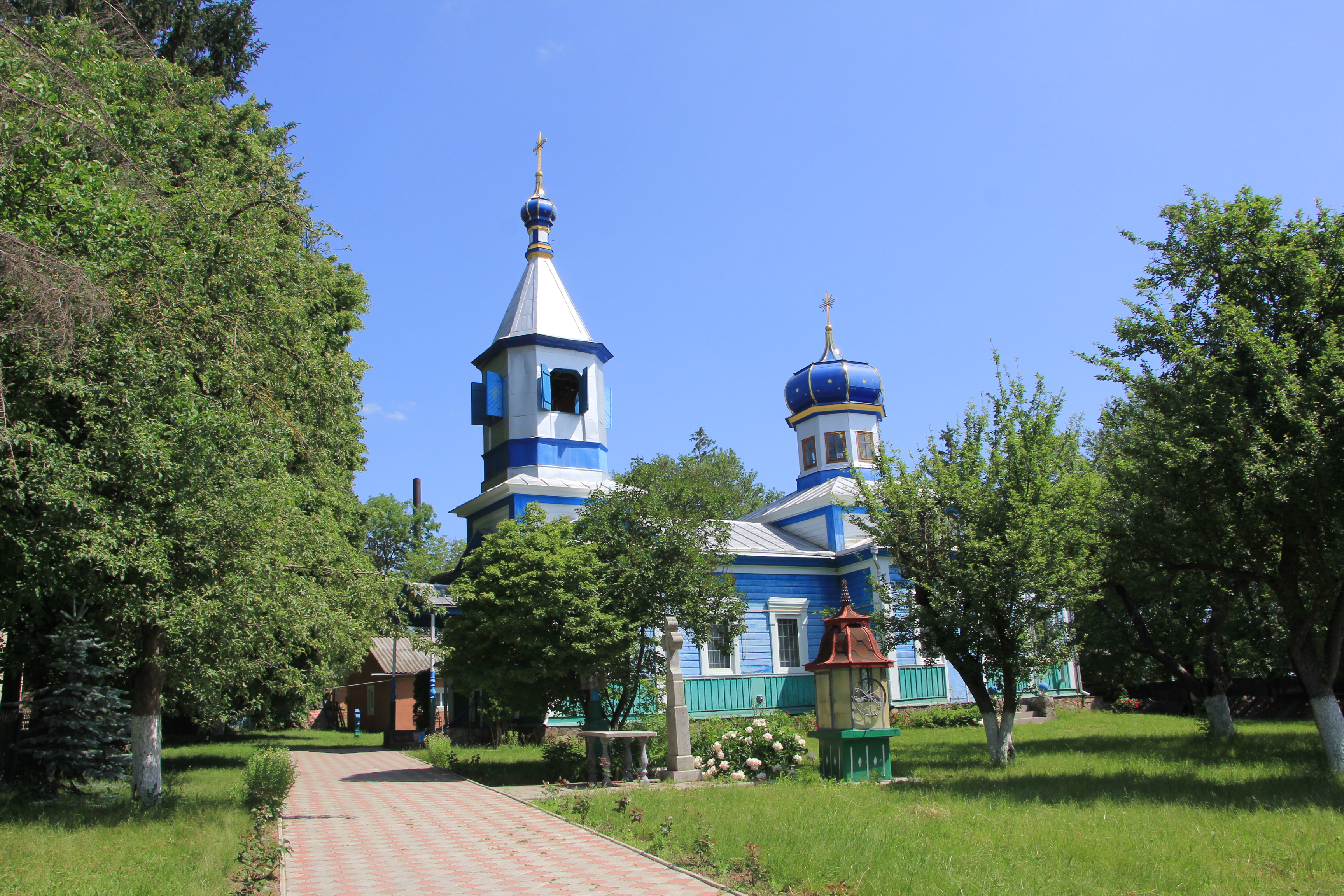
Дерев'яна церква Покрови Пр. Богородиці 1917 с. Вовчинець
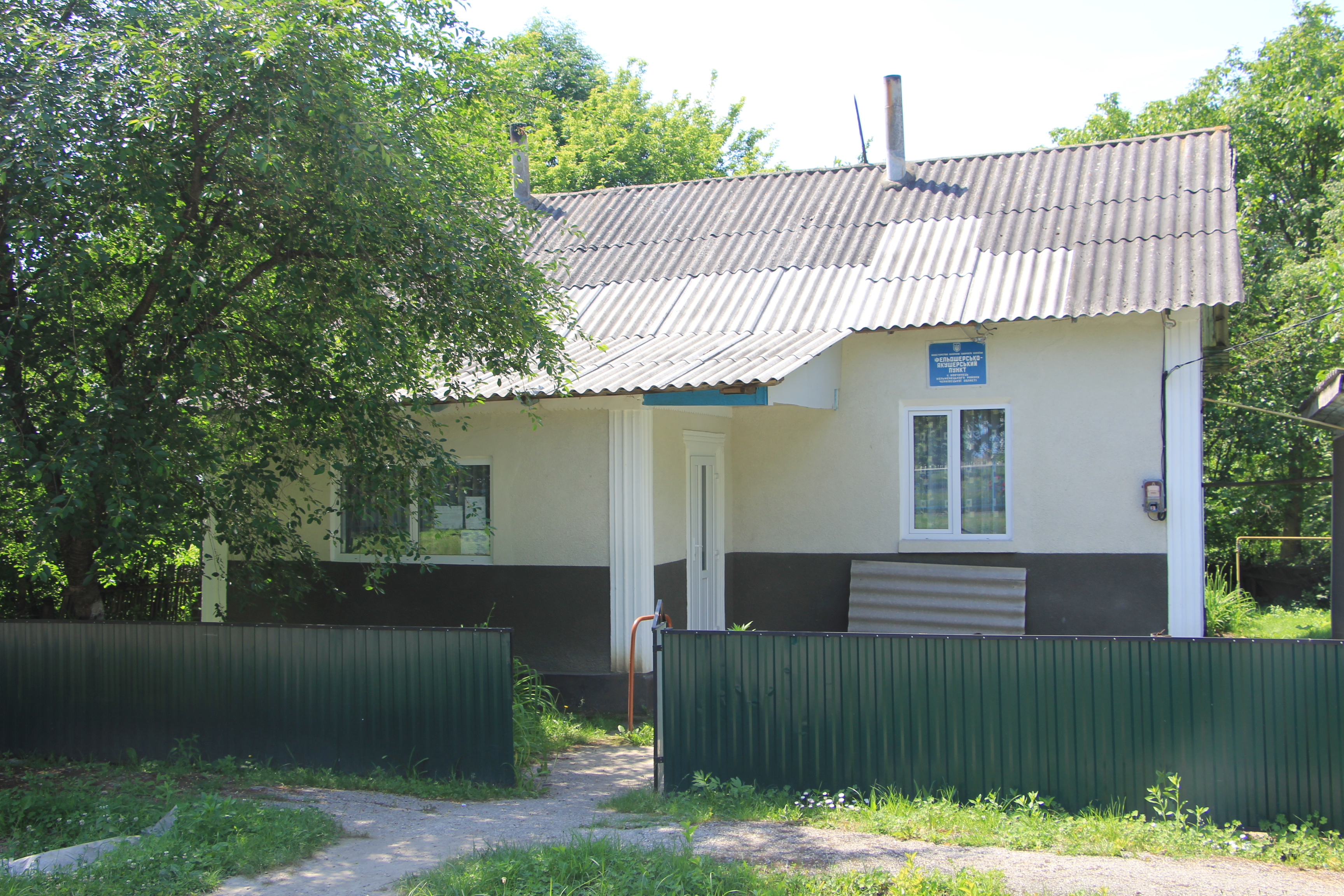
ФАП села Вовчинець
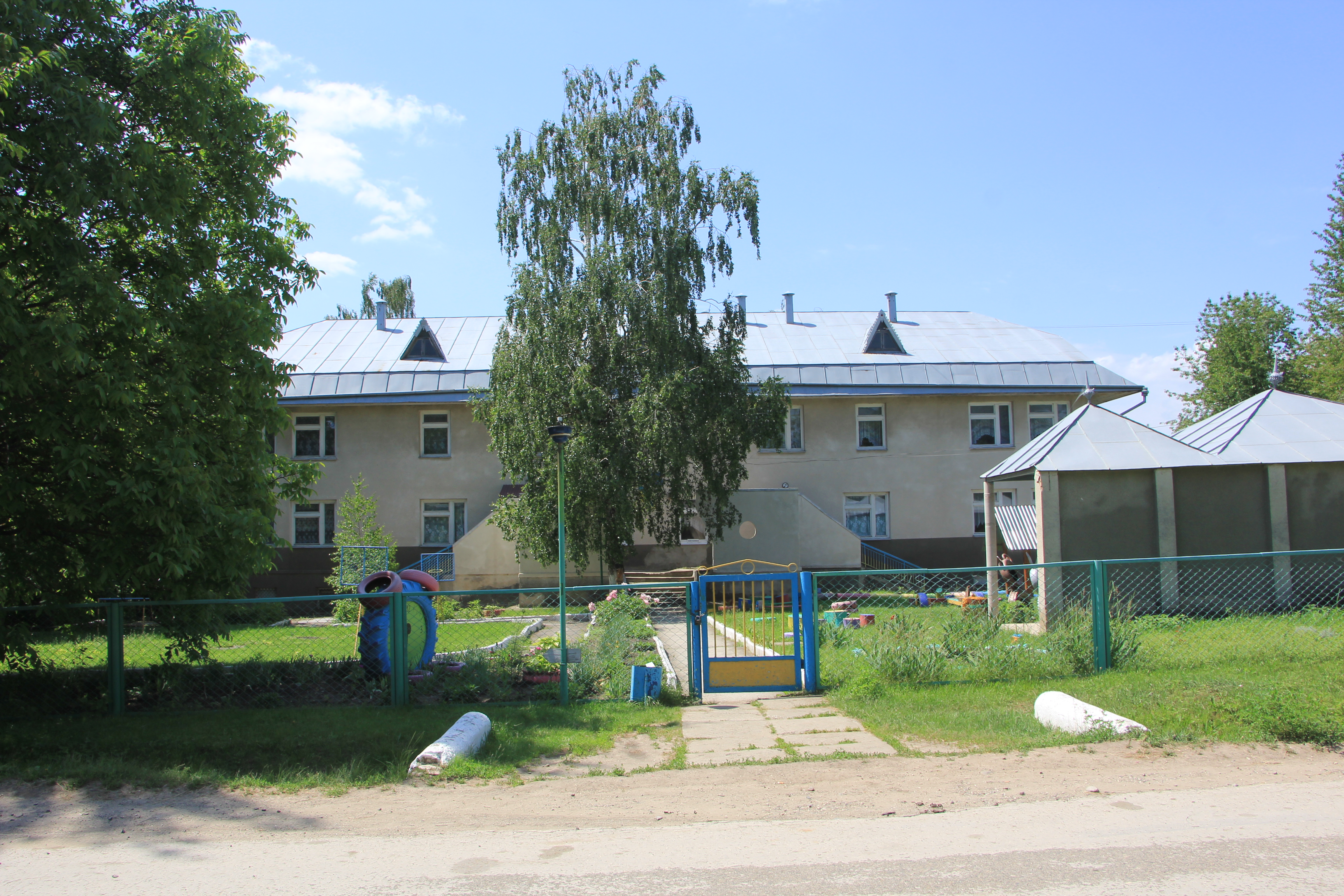
Дитячий садок села Вовчинець